# Vivi Lena Andersen
Vivi Lena Andersen (født 22. februar 1979 i København) er en dansk arkæolog, der er særligt kendt for sin forskning i sko og arkæologisk fundet læder fra dansk middelalder, renæssance og enevælde samt affaldsarkæologi. Andersen er kendt som forsker, censor, gæsteforelæser og fagforfatter og er i dag museumschef for Rudersdal Museer, der dækker over Vedbækfundene, Mothsgården og Historisk Arkiv for Rudersdal Kommune. I den arkæologiske verden er Andersen mest kendt for sit bidrag til kortlægning af skoens kulturhistorie og for gennem innovative, tværdisciplinære, genstandsbiografiske analyser at påvise sammenhænge mellem skoens udviklingshistorie og menneskets fodsundhed samt kendt for arbejdet med nyere tids arkæologi, affaldsarkæologi og tidligere tiders affaldshåndtering, særligt med udgangspunkt i udgravninger af lossepladser fra 1600- og 1700-tallets København.
Andersen var første arkæolog til at blive ErhvervsPhD (2017) med hvad der også var det første arkæologiske projekt til at opnå godkendelse af Uddannelses- og Forskningsministeriets ErhvervsPhD-ordning (2012). Hun var også den første arkæolog til at modtage et EliteForsk-rejsestipendium ved Uddannelses- og Forskningsministeriet indenfor nordeuropæisk arkæologi. Endelig var Andersen også den første arkæolog til at blive udvalgt som én af de fem finalister til Ph.d. Cup (2018), som er et samarbejde mellem DR, Information og Lundbeckfonden, der præmierer årets bedst formidlede ph.d.-afhandlinger.
Andersen er også kendt for at være del af en bevægelse i begyndelsen af 00´erne, hvor arbejdet med nyere tids arkæologi var med til at ændre og udvide de periodemæssige rammer for, hvad der i Danmark havde arkæologisk interesse og dermed også hvilke perioder arkæologistuderende blev undervist i. Hun har siden 2006 gæsteforelæst i emner indenfor nyere tids arkæologi ved Københavns Universitet.
I museumsverdenen er Andersen mest kendt for at formidle arkæologi og kulturhistorie til den brede offentlighed gennem sit arbejde med tilgængelighed, medborgerskab, brugerinddragelse, flerstemmighed, aktiv deltagelse og inklusion via udstillinger, TV, radio, podcasts, foredrag, byvandringer, undervisning og sociale medier.

## Karriere
Vivi Lena Andersen blev student fra Nørre Gymnasium i 1998. Derefter begyndte hun at læse forhistorisk arkæologi på Københavns Universitet. Hun blev bachelor i 2002 med en bacheloropgave om Københavns rådhuse fra middelalderen til 1975 med fokus på den verdslige arkitektur og samfundet. I år 2000 deltog Andersen i den første fase af udgravningerne af de nu klassiske jernalderlokaliteter – fæstningen ved Lyngsmose og hulbælterne ved Lystbækgård under Ringkøbing Museum som en del af bacheloruddannelsens seminarudgravningsmodul. I 2001 blev hun studentermedhjælper på arkæologiske udgravninger ved Københavns Museum samt underviser og byvandringsguide i middelalderens og renæssancens København ved Skoletjenesten Københavns Museum.
I 2007 blev Andersen mag.art. i forhistorisk arkæologi fra Københavns Universitet med specialet ”Sko fra en 1700-talslosseplads på Esplanaden 50, København. En vurdering af nyere tids arkæologi”. Dette førte til Andersens ph.d.-afhandling, som hun færdiggjorde fra Københavns Universitet i 2017. Afhandlingen hed ”Mellem brosten, knyst, skolæst og mode. Sko fra arkæologiske udgravninger i København 1300-1800”.
Fra 2008-2017 var Andersen museumsinspektør og udgravningsleder på Københavns Museum.
Fra 2013-2017 var Andersen ansat som erhvervs-ph.d. ved Københavns Museum, Center for Tekstilforskning og Saxo-Instituttet, Københavns Universitet.
Fra 2017-2020 var Andersen projektleder for det nye Københavns Museum.
Fra 2020-2023 var Andersen formidlingsleder på Københavns Museum.
Siden 2023 har Andersen været museumschef for Rudersdal Museer.
Fra 2013-2023 var Andersen redaktør på magasinet Dragtjournalen. Dette tidsskrift formidler dragt- og tekstilhistorie.
Fra 2014-nu har Andersen været censor i censorkorpset for Arkæologi og Oldtids- og Kulturstudier ved Københavns Universitet og Aarhus Universitet.
Fra 2017-nu har Andersen været styregruppemedlem for den digitale ordbog og termbase Tekstilnet.dk, som tilgængeliggør dragt- og tekstiltermer fra 1600-tallet og frem.
Siden 2023 har Andersen været fagansvarlig og forfatter på Lex.dk.
I 2023 blev Andersen ambassadør for tidsskriftet CURIOUS THINGS drevet og skrevet af studerende indenfor materiel kultur ved arkæologi på Københavns Universitet. Titlen som ambassadør støtter arbejdet for brobygning mellem uddannelse og arbejdsmarked og kompetenceudvikling af unge.
I 2024 afsluttede Andersen lederuddannelsen Master of Management Development (MMD) på CBS.  Uddannelsen er taget i forbindelse med Andersens rolle som museumschef. 
I 2024 begyndte Andersen som gæsteunderviser på CBS. Her underviser hun på det internationale ph.d.-kursus Theorizing and Enacting Societal Impact, hvor hun som forsker og formidler i arkæologi deler sine erfaringer med at lade forskning gøre en større og bredere forskel via målrettet arbejde med formidling. 
Gennem sin karriere har Andersen arbejdet på en række store forsknings- og formidlingsprojekter. Herunder opremses et udvalg af disse.

### Storbyens spild 2011
I 2011 var Andersen forsker i forskningsprojektet Storbyens spild ved Københavns Museum. Projektet blev støttet af Kulturstyrelsen. Flere af projekterne blev publiceret i et temanummer om affald i tidsskriftet Kulturstudier, hvor Andersen publicerede sine resultater om affaldshåndtering i 1700-tallet med udgangspunkt i arkæologiske udgravninger i København, særligt i Frederiksstaden.

### Museer og kulturinstitutioner som rum for kulturelt medborgerskab 2011-2013
Fra 2011-2013 deltog Andersen som repræsentant for Københavns Museum med den arkæologiske udstilling ”Fortiden under os” i det tværmuseale udviklingsprojekt støttet af Slots- og Kulturstyrelsen. Projektet ”Museer og kulturinstitutioner som rum for kulturelt medborgerskab” skete i samarbejde med Willumsens Museum, KØS Museum for kunst i det offentlige rum, Arken, Nationalmuseet, Nikolaj Kunsthal, Statens Museum for Kunst, Thorvaldsens Museum, Musikken i Skoletjenesten samt Det Kongelige Teater.
Projektet undersøgte, hvordan museer med afsæt i begreberne deltagelse, flerstemmighed og selvrefleksion kan skabe inkluderende læreprocesser. Til projektet var blandt andre tilknyttet professor Olga Dysthe, professor George E. Hein og lektor Claus Haas. Projektets resultater blev udgivet i bogen ”Rum for medborgerskab”, hvor Andersen skrev en artikel om flerstemmighed i udstillinger sammen med Dorthe Rugaard fra Arken, Museet for Samtidskunst.

### Skoens udviklingshistorie 2013-2017
Andersens erhvervs-ph.d. modtog støtte fra Forsknings- og Innovationsstyrelsen, Slots- og Kulturstyrelsen, Danmarks Grundforskningsfonds Center for Tekstilforskning, Fonden Frikkes Legat, Københavns Museum og Saxo-Instituttet, Københavns Universitet. Miljøskiftet foregik ved afdeling for Historisk Arkeologi, Lunds Universitet.
Andersens banebrydende afhandling om skoens udviklingshistorie fra 1300-1800 kombinerede arkæologiske udgravninger i København med inddragelse af eksperimentalarkæologiske, tværdisciplinære samarbejder, der inkluderede kirurger, fodterapeuter, osteologer, skomagere og reenactors, kunst-/historiske kilder og naturvidenskabelige undersøgelser.

### Velklædt i Vikingetiden 2018-2023
Fra 2018-2023 var Andersen samarbejdspartner i forsknings- og formidlingsprojektet Velklædt i Vikingetiden ved Nationalmuseet, Sagnlandet Lejre og Center for Tekstilforskning, Københavns Universitet. Projektet blev støttet af Velux Fonden. Andersen bidrog til undersøgelse af skofragmenter fra Hvilehøj-graven fundet tilbage i 1880, hvor det viste sig, at der var fragmenter bevaret fra begge sko, og ikke kun fra én, som hidtil antaget.

### Creative Making for Lifelong Learning 2019-2022
Andersen var fra 2019-2022 deltager i udviklingsprojektet Creative Making for Lifelong Learning (CREMA) i samarbejde med Museum of Skåne, Finnish Museums Association, Hungarian Open Air Museum, Creative Museum Radiona, BAM! Strategie Culturali. Projektet blev støttet af Erasmus+ Programme of the European Union. Her arbejdede Andersen med tilgængelighed i museumsformidlingen for blinde og svagsynede på det nye Københavns Museum med særligt fokus på formidling af arkæologi i Arkæologisk Værksted.

### Lyden af hovedstaden 2020-2023
Fra 2020-2023 var Andersen forsker i forsknings- og formidlingsprojektet Lyden af hovedstaden ved Københavns Museum i samarbejde med Nationalmuseet, Moesgaard Museum og Institut for Nordiske Studier og Sprogvidenskab v. Københavns Universitet. Projektet blev støttet af Velux Fonden. Andersen arbejdede i dette projekt med hvordan lyden af fodtøj og skiftende vejbelægninger har påvirket byrummet fra 1400-tallet og frem samt den lydlige forskel på status og køn ud fra fodtøjets materialitet i samspil med underlaget, der gås på.

### Poverty and Plenty in the North 2021-2023
Andersen har været Primary Investigator eller projektleder i netværks- og forskningsprojektet Poverty and Plenty in the North i samarbejde med University of Iceland, University of Oulu og University of Stockholm. Projektet blev støttet af NordForsk. Andersen har i projektet haft særligt fokus på hvordan fattigdom, rigdom og sociale hierarkier kommer til udtryk i fodtøj fra 1600- og 1700-tallet. Poverty and Plenty in the North udkommer som en antologi i juni 2025. Bogen er redigeret af Gavin Lucas, Vivi Lena Andersen, Ágústa Edwald Maxwell, Jonas Monié Nordin & Timo Ylimaunu. Den udgives også som open access. 

### Museumsformidling
Andersen har gennem sin karriere arbejdet indgående med den museale formidling i form af udstillingsarbejde, udstillingsproduktioner og populærvidenskabelig formidling i form af artikler, interviews, podcasts og optræden på radio og tv. Andersen har siden 2002 været flittig foredragsholder i ind- og udland på universiteter, biblioteker, museer, konferencecentre, sognegårde og kulturhuse samt underviser og gæsteforelæser ved Københavns Universitet, Syddansk Universitet, Aarhus Universitet, Folkeuniversitetet, Johan Borups Højskole, AOF, FOF, Skoletjenesten samt medarrangør af arkæologi- eller museologifaglige konferencer og seminarer.
Emnerne har været: formidling i skrift, tale og udstillinger, brugerinddragelse, arkæologiske udgravninger og materiel kultur fra middelalder, renæssance og enevælde, historisk- og nyere tids arkæologi, sko og skomode, håndværk, affaldsarkæologi og affaldshåndtering før og nu.

#### Udstillinger
Andersen har været udstillingskoordinator og projektleder på:
- MetroMetropolis (Kongens Nytorv/Københavns Museum 2002).[30]
- Kongens Nytorv gennem 1000 år (Kongens Nytorv/Københavns Museum 2005).[30]
- Affaldets stemmer (Københavns Museum 2008).[30]
- SKRALD! (Københavns Museum 2011).[30][40]
- Fortiden under os (Københavns Museum 2013).[30][41][22]
- De permanente udstillinger på det nye Københavns Museum (2020).[30]
- Paul Fischer – Byen i det bedste lys (Københavns Museum 2020).[30]

Andersen har været formidlingsleder på:
- Byen på tegnebordet (Københavns Museum 2021).[30]
- Tidskapsler – København i 1990´erne (Københavns Museum 2022).[30]
- Stamsteder – Københavns sidste værtshuse (Københavns Museum 2022/2023).[42]
- Da København blev Wonderful – Plakatkunstneren Ib Antoni (Københavns Museum 2023/2024).[30]
- Månedens fund (Københavns Museum 2022-2023).[30][43]

Andersen har været museumschef og ansvarlig for:
- Peters Jul (Rudersdal Museer 2023).[9]
- MALPLACERET – fotografiets illusion og virkelighed (Rudersdal Museer 2024).[9]
- 125 fortællinger (Rudersdal Museer 2024).[9]

#### Podcasts, radio, tv og interviews
Andersen var som formidlingsleder ved Københavns Museum med til at introducere podcastserien ”København i 1000 år” i 2020 og podcast og udstillingslydsporet ”Queer i København gennem 1000 år”. Andersen var sidenhen selv med i den efterfølgende podcastserie lavet i samarbejde med Københavns Stadsarkiv, ”Københavnerhistorier” produceret i 2021 i samarbejde med Dorthe Chakravarty og Sarah von Essen, i afsnittene: ”Op ad rangstien på røde hæle” og ”Antikke spor i det nye Københavns Museum”. Andersen blev som formidlingsleder interviewet til to afsnit af Mere om Danmark om udstillingerne i det nye Københavns Museum.
I 2022 blev Andersen interviewet af Radio4 Kraniebrud til podcastafsnittet ”Den spændende duft af 600 år gammel møg” om København i middelalderen, efter publiceringen af hendes bog ”Kampen om byen. København og historien 1200-1500” ved Gads forlag. I 2023 blev det efterfulgt af afsnittet ”Hvad kan vi lære af fortidens fodtøj?”.
Andersen er ofte blevet interviewet til forskellige radioprogrammer gennem årene i studierne hos henholdsvis P1, P3, P4 og Radio4. F.eks. i programmerne ’’4. Division, Gandhi, Godmorgen P4, P4 Eftermiddag og Kraniebrud, hvor emnerne især har omhandlet aktuelle arkæologiske udgravninger og fund, museumsformidling, Københavns historie, affaldsarkæologi og skoens historie.
Andersen har flere gange givet interviews i nyhedsprogrammer og i TV-talk shows såsom Go´morgen Danmark, Lounge på TV2 og Kulturbrisen på Kanal Hovedstaden samt ekspertoptræden i TV-programmer og kåringsshow som Skattejagt på Museet på DR, Danskernes Akademi på DR og Ph.d. Cup kåringsshow på DR2 for ikke at forglemme i børneprogrammer som dommer i Kvit eller Dobbelt Junior og med-vært i Emilys Madmysterier på DR Ultra.
I 2024 bredte nyheden sig om at salget af stiletter falder, og den unge generation vælger denne skotype fra. I den forbindelse blev Andersen interviewet til flere medier som Kulturen på P1, DR Nyheder, Go' aften Live Tv2, Tv2 Newsroom, Børsen og magasinet Liebhaverboligen, hvor hun benyttede sig af den ekspertviden, hun har fra sin forskning i skoens kulturhistorie. 

#### Anden formidling
Andersen har flere gange kommenteret på skomode i avisen Børsen, med den kulturhistoriske forklaring på hvorfor nutidens sko ser ud, som de gør, og hvorfor skomoden ændrer sig som den gør.
Er derudover blevet interviewet til Information, Weekendavisen, Børsen Pleasure, Politiken, Berlingske Tidende, Ekstrabladet, Uniavisen, MetroXpress og Sjællandske Medier samt til magasinerne Ugebladet Hjemmet og Familiejournalen i forbindelse med enten portræt som skoforsker eller interview om aktuelle udstillinger og udgravninger. Andersen deler desuden ud af sin ekspertviden på sin Instagram-profil @the.shoehistorian.
Som skospecialist har Andersen rådgivet og udført registrerings- og analyseopgaver for museer, oplevelsescentre, konserveringscentre, rigsantikvarenheder, film-/lyd-/TV-produktioner samt private firmaer i ind- og udland. Med mange års erfaring indenfor formidling og ledelse løser Andersen også konsulent- og coachingopgaver for offentlige og private virksomheder.

### Medlem af
Andersen har været medlem af:
- 2014-2018: Archaeological Leather Group.[55]

I dag er hun medlem af:
- Historisk-topografisk Selskab for Søllerødegnen.[56]
- Dragt- og tekstilnetværket.[57]
- Styregruppen i Tekstil i Tingbjerg, der er et samarbejde med bl.a. CBS og Center for Tekstilforskning, KU, som handler om at opdyrke et aktivt medborgerskab og fællesskaber gennem tekstilt håndværk samt opbygge nye partnerskaber mellem kulturinstitutioner, boligsociale aktører, foreninger og uddannelser.[58]

### Udmærkelser
- 2005: Modtager af prisen Den Gode Opgave for bedste eksamensprojekt på Forhistorisk Arkæologi, Københavns Universitet med kandidatprojektet Museum i teori og praksis.[2]
- 2015: Optaget i AcademiaNet – Expert Database for Outstanding Female Academics efter indstilling af Danmarks Grundforskningsfond. ”The Robert Bosch Stiftung and Spektrum der Wissenschaft provides an exclusive expert database of profiles of excellent, renowned European women in academia. (…) outstandingly qualified women who are the best in their field”.[2]
- 2015: Modtager af EliteForsk-rejsestipendium fra Uddannelses- og Forskningsministeriet. ”Pris til meget talentfulde ph.d.-studerende til længerevarende studieophold ved de allerbedste forskningsmiljøer i verden”. Andersen havde takket være denne pris efterfølgende forskningsophold ved Royal Ontario Museum og Bata Shoe Museum i Toronto, Canada samt Museum of Applied Arts & Sciences i Sydney, Australien.[1][2][10][6]
- 2018: Finalist i forskningsformidlingskonkurrencen Ph.d. Cup – et samarbejde mellem DR, Information og Lundbeckfonden, der præmierer årets bedst formidlede ph.d.-afhandlinger.[49][6]

## Bøger
Gavin Lucas, Vivi Lena Andersen, Ágústa Edwald Maxwell, Jonas Monié Nordin & Timo Ylimaunu (red.) (2025). Poverty and plenty in Scandinavia and the North Atlantic: Later Historical Archaeologies of Material Excess and Scarcity. Bloomsbury Academic. ISBN 978-1-3504-5583-2 Link til open access
Vivi Lena Andersen (2022). Kampen om byen 1200-1550. København og historien. Gads forlag. ISBN 9788712064367
Vivi Lena Andersen (2016). Mellem brosten, knyst, skolæst og mode. Sko fra arkæologiske udgravninger i København fra 1300 – 1800. Ph.d.-afhandling, Københavns Universitet, Saxo-instituttet.
Camilla Mordhorst, Vivi Lena Andersen & Katrine Johnsen (2013). Fortiden under os. The Past beneath our Feet. Københavns Museum. ISBN 9788787137775
Stine Wozniak & Vivi Lena Andersen (2004). København i middelalderen. Byen og dens folk. Skoletjenesten. Bymuseet.

## Artikler
- Vivi Lena Andersen & Jakob Ingemann Parby (2023). ”The new Museum of Copenhagen”. European City Museums. Museu D´història De Barcelona, S. 187-206.
- Louise Ørsted Brandt, Marie R. Lillemark, Mia Toftdal, Vivi Lena Andersen & Anders P. Tøttrup (2022). “Are We Betting on the Wrong Horse? Insignificant Archaeological Leather Fragments Provide the First Evidence for the Exploitation of Horsehide in Renaissance Denmark”. Heritage 2022, 5, S. 972–990. Link til artikel
- Vivi Lena Andersen, Johan Carlsson, Karsten Gori, Louise Jacobsen & Nicolai Overgaard (2021). ”Københavns Museum. Transformationen af en fredet bygning fra 1894 til et moderne museum anno 2020”. ARCHITECTURA 43, Arkitekturhistorisk Årsskrift, Selskabet for Arkitekturhistorie, København, S. 147-174.

| .. flere artikler |
| --- |
| - Vivi Lena Andersen (2020). ”Affald – en kilde til viden om Enevældens København”. Trap Danmark, København I-II, Vol. 32 & 33. - Vivi Lena Andersen (2020). ”En pestkistes efterliv”. Skalk 2020:4, S. 32-34. - Vivi Lena Andersen & Louise Jacobsen (2020). ”Nyt museum i et gammelt hus”. Danske Museer, årgang 33, S. 32-37. - Vivi Lena Andersen (2020). ”En sko fortæller modehistorie”. Skalk 2020:1, S. 36. - Vivi Lena Andersen (2018). ”I vores forfædres sko – og hvad vi kan lære af dem!” Ph.d. Cup, Information, DR og Lundbeckfonden, 2018. - Vivi Lena Andersen (2017). ”Forskning til salg? Erfaringer med en erhvervs-ph.d.” Arkæologisk Forum nr. 36, 2017, S. 32-38. - Vivi Lena Andersen (2017). “ Old shoes in a new perspective – Fashioning Archaeology”. Fashion Practice. The Journal of Design, Creative Process & the Fashion Industry, Volume 9, 2017. DOI https://doi.org/10.1080/17569370.2016.1232886 - Signe G. Terkelsen & Vivi Lena Andersen (2016). “Red Heels – The Symbol of a Power Shift in 17th Century Copenhagen”. Archaeological Textiles Review 2016, S. 3-9. - Vivi Lena Andersen (2016). “Shoes & the City”. I: Ulla Mannering & Sidsel Frisch m.fl. (red. ) Cutting edge. The Danish National Research Foundation´s Centre for Textile Research, S. 4-5. - Vivi Lena Andersen (2014). ”Gamle sko i nyt lys – om sko som kilde til fortiden”. Fund & Fortid, Nr. 4, december 2014, S. 13-20. - Vivi Lena Andersen (2014).”Hug en hæl og klip en tå”. Bæredygtighed på fødderne”. Dragtjournalen, Nr. 11, 2014, S. 13-22. Link til artikel - Vivi Lena Andersen & Dorthe Rugaard (2014). ”Hvilke stemmer? Om kurateret flerstemmighed i udstillingerne ”INDIA : ART NOW” og ”FORTIDEN UNDER OS””. I: Museer og Kulturinstitutioner som rum for kulturelt medborgerskab. Statens Museum for Kunst, S. 98-110. - Vivi Lena Andersen (2014). ”Skoens skaber. Mester og lærling – eller professionel og amatør?” I: Mester eller lærling? - læringsprocesser identificeret i materiel kultur, Arkæologiske Skrifter, Nr. 12. Saxo-Instituttet, Københavns Universitet, S. 45-61. - Vivi Lena Andersen (2013). ”Sko under overfladen - en arbejdsproces. Fodtøj fra de seneste års arkæologiske udgravninger i København”. Dragtjournalen, Nr. 9 Årg. 7, 2013, S. 9-19. - Vivi Lena Andersen (2013). ”Fortiden under os”. Metronyt, februar 2013, S. 14. - Vivi Lena Andersen (2012). ”Stadens Ureenlighed. Lossepladskultur i 1700-tallets København”. Kulturstudier, Nr. 2, Saxo-Instituttet Københavns Universitet, S. 73-105. Link til artikel - Vivi Lena Andersen, Lone Hvass & Tim Grønnegaard (2010). ”Sudergade”. Helsingør Kommunes museers årbog 2009, S. 19-36. - Vivi Lena Andersen (2009). ”Skoen i skraldet”. Dragtjournalen, Nr. 5 Årg. 3, 2009, S. 11-19. Link til artikel - Vivi Lena Andersen (2009). ”På fod med nyere tids arkæologi – sko som kilde”. I: Henriette Lyngstrøm (red.) Glimt Fra en anden verden. Specialer ved Forhistorisk Arkæologi 2006, 2007 og 2008, Saxo-Instituttet, Københavns Universitet, S. 93-102. - Vivi Lena Andersen (2009). ”Fodens fjende”. Skalk, juni 2009, S. 9-12. - Vivi Lena Andersen (2008).”Fortiden in situ – om formidling på stedet”. Arkæologisk Forum, Nr. 18, 2008, S. 32-37. - Vivi Lena Andersen & Annine Moltsen (2008). “The dyer and the cook: finds from Pilestræde 8, Copenhagen, Denmark”. Journal of Post-Medieval Archaeology 41/2, 2007. - Vivi Lena Andersen & Annine Moltsen (2007). ”Livet omkring Pilestræde”. Stræderne i København januar 2007, S. 18-19. - Vivi Lena Andersen (2006). ”Gråbrødrenes endeligt”. Skalk, august 2006, S. 12-17. - Vivi Lena Andersen (2006). ”Esplanaden versus Amager Strandpark. Kampen for nyere tids arkæologi i Danmark”. I: Henriette Lyngstrøm m.fl. (red. et al.). Fra Vandkunsten til Vestpynten af Amager. 20 arkæologiske essays. Saxo-Instituttet, Københavns Universitet, S. 111-115. - Vivi Lena Andersen & Annine Moltsen (2006). ”Kokken, farveren og latrinen”. Weekendavisen 8.-14. september 2006, sektionen IDEER, S. 6-7. - Vivi Lena Andersen (2005). ”Det mobile museum. Udendørs in situ-udstilling i storbyen”. Danske Museer 2005/4, S. 17-20. - Vivi Lena Andersen (2004). ”Barnet i mosen”. I: Henriette Lyngstrøm m.fl. (red.). Vandkunstens mange ansigter. 18 arkæologiske essays. Saxo-Instituttet, Københavns Universitet, S. 63-68. - Vivi Lena Andersen & Julie Lund (2003). ”Borger og Byrum – om en magtforhandling på byens torv i Senmiddelalderen”. META Medeltidsarkeologisk tidsskrift 2003/1, S. 3-13. |